# Figeac Aero
Figeac Aero ist ein Unternehmen, das sich auf die Zulieferung von Luftfahrtausrüstungen spezialisiert hat. Im Jahr 2023 wird es der größte europäische Zulieferer in diesem Sektor sein. Das Unternehmen arbeitet an der Produktion von großen Teilen, Triebwerksteilen, Präzisionsteilen oder an der Herstellung von Unterbaugruppen. Das Unternehmen ist seit 2013 an der Börse notiert und wird bis 2022 einen Umsatz von 226 Mio. EUR erzielen.
Jean-Claude Maillard gründete das Unternehmen 1989.